# Cominella elegantula
Cominella elegantula är en snäckart. Cominella elegantula ingår i släktet Cominella och familjen valthornssnäckor. Utöver nominatformen finns också underarten C. e. marlboroughensis.